# Zona metropolitana de Chihuahua
La Zona Metropolitana de Chihuahua es el área metropolitana formada por la ciudad mexicana de Chihuahua, su municipio homónimo y dos municipios más del estado de Chihuahua. Conforme al último conteo y delimitación oficial realizada en conjunto en 2020 por el INEGI, el CONAPO y la SEDESOL, la Zona Metropolitana de Chihuahua agrupó hasta ese año a un total de  988,065 habitantes lo que la colocó en la decimoctava conurbación más grande de México. La Zona Metropolitana de Chihuahua es la zona con el índice de desarrollo humano más alto del país, con un valor 0.837 al año 2022. Esto identifica a Chihuahua como la zona metropolitana con las mejores condiciones de desarrollo humano con base en tres dimensiones: salud, medida
con la esperanza de vida al nacer; educación, medida con los años esperados de
escolaridad y los años promedio de escolaridad; e, ingresos, medida por medio de los
ingresos per cápita.

## Partes integrantes de la zona metropolitana
La Zona Metropolitana de Chihuahua está conformada por la conurbación de tres municipios del estado de Chihuahua.
- Chihuahua (937,674)
- Aldama (26,047)
- Aquiles Serdán (24,344)

De acuerdo con los criterios de incorporación por municipio, sólo el municipio de Chihuahua es considerado como municipio central y a su vez como de planeación y política urbana, con este último criterio son considerados solamente Aldama y Aquiles Serdán.

## Transporte
El área metropolitana de Chihuahua cuenta con tres sistemas de transporte uno de ellos en construcción.

### Transporte urbano
El sistema de transporte urbano de la ciudad de Chihuahua cruza por toda la ciudad, con un costo actual de 12 (doce) pesos mexicanos y con descuento para estudiantes y adultos mayores del 50%.

#### Bowí Chihuahua
Además, cuenta con el sistema de transporte de tránsito rápido (BRT) llamado Bowí, con una ruta troncal que recorre la ciudad de norte a sur, teniendo 44 estaciones y 2 terminales (Sur y Norte), la distancia que recorre entre las terminales es de 20.44 km. Su planificación, control y administración está a cargo de la Coordinadora de Transporte Colectivo (CTC).
La ruta troncal empieza en la Terminal Sur, ubicada en el bulevar Juan Pablo II, esquina con la prolongación de la avenida Pacheco, y la Terminal Norte, ubicada en la avenida Tecnológico, esquina con avenida Homero. En estas terminales convergen diferentes rutas de transporte urbano, tiene un costo actual de 10 (diez) pesos mexicanos en tarjetas de uso general y 5 (cinco) pesos mexicanos en tarjetas de uso preferencial.

### Chihuahua-Aldama
Los transportes Chihuahua-Aldama que conectan la ciudad de Aldama con la ciudad de Chihuahua, con un costo actual de 34 pesos, estudiantes y adultos mayores pagan 17 pesos.